# Костромской, Николай Феодосиевич
Николай Феодосиевич Костромской (настоящая фамилия — Чалеев; 23 июня (5 июля) 1874, Санкт-Петербург — 3 ноября 1938, Москва) — русский и советский театральный актёр, режиссёр и педагог, народный артист РСФСР.

## Биография
Родился 5 июля [23] июня 1874 года в Санкт-Петербурге. Принадлежал к старинному дворянскому роду Чалеевых, представители которого с начала XVII века владели в Костромском крае поместьями. Его родителями были Феодосий Николаевич Чалеев (1836 — после 1914), бывший военный моряк, отставной генерал-майор по Адмиралтейству, и Екатерина Дмитриевна, урождённая Всеволожская, дочь адмирала Д. А. Всеволожского.
Выступал на любительской сцене. Профессиональную сценическую деятельность начал в 1902 году; работал в Херсоне в труппе В. Э. Мейерхольда и А. С. Кашеверова, затем в Тифлисе, Севастополе, Николаеве, Костроме, Баку, Астрахани, Нижнем Новгороде. С 1917 года играл в труппе Московского театра Корша.
С 1918 года — актёр Малого театра. Костромской создавал острые сценические образы, отмеченные мастерством, богатым запасом жизненных наблюдений исполнителя. Выступал как режиссёр.
С 1919 года вёл педагогическую работу. В 1919—1925 годах руководил драматическими мастерскими при Малом театре. Преподавал в студии им. Комиссаржевской, в студии им. Ермоловой. С 1932 года — в Театральном училище им. Щепкина.
С 1919 года снимался в кино.
Его вторая жена — Наталия Сергеевна Чалеева (1894 — 12.11.1987), урождённая Стоянова, — сохранила рукопись воспоминаний мужа, которые были опубликованы лишь в 2006 году.
Умер 3 ноября 1938 года, похоронен на Новодевичьем кладбище в Хамовниках.

## Награды и премии
- Заслуженный артист РСФСР (1928)
- Народный артист РСФСР (23.09.1937)
- орден Трудового Красного Знамени (23.09.1937) — за выдающиеся заслуги в деле развития русского театрального искусства

## Работы в театре

### Режиссёр

#### Малый театр
- 1926 — «Собор Парижской богоматери» В.Гюго (совм. с И. С. Платоном)
- 1928 — «Сон в летнюю ночь» У. Шекспира
- 1929 — «Альбина Мегурская» Н. Шаповаленко
- 1932 — «Мстислав Удалой» И. Прута (совм. с Б. Никольским)
- 1934 — «Последняя бабушка из Семигорья» И. Евдокимова
- 1937 — «Коварство и любовь» Ф. Шиллера (совместно с В. Абашидзе, А. Остужевым и Н. Яковлевым).

### Актёр
- «Недоросль» Фонвизина — Митрофанушка, Стародум
- «Ревизор» Н. Гоголя — Земляника, Городничий
- «Горе от ума» — Молчалин, Скалозуб, Фамусов
- «Вишнёвый сад» — Гаев, Фирс, Лопахин
- «Иванов» — Шабельский

#### Малый театр
- «Ревизор» Н. Гоголя — Осип
- 1923 — «На всякого мудреца довольно простоты» (1923) — Мамаев
- «Бешеные деньги» — Кучумов
- «Любовь Яровая» — Горностаев
- «Волки и овцы» — Лыняев
- «Лес» — Восмибратов
- «Снегурочка» — Берендей
- «Враги» — Лёвшин
- «Загмук» — Абу-Мильк
- «Юлий Цезарь» — Брут
- «Бронепоезд 14-69» — генерал Спасский
- 1919 — «Собака садовника» Лопе де Вега — граф Людовико
- 1922 — «Путь к славе» Э. Скриба — граф де Мирмон
- 1928 — «Жена» К. Тренёва — Кириллыч
- «Плоды просвещения» — Звездинцев

## Фильмография
1. 1919 — Поликушка — кабатчик
2. 1920 — Домовой-агитатор — Андрей, крестьянин
3. 1920 — Сорока-воровка
4. 1925 — Коллежский регистратор — генерал
5. 1928 — Мост через Выпь — путевой сторож